# The Very Best Definitive Ultimate Greatest Hits Collection
The Very Best Definitive Ultimate Greatest Hits Collection es un disco recopilatorio de la banda de rock estadounidense Faith No More, estrenado en el año 2009.

## Lista de canciones
| Disco 1 |                       |                                       |          |  |
| N.º     | Título                | Del álbum                             | Duración |  |
| 1.      | «The Real Thing»      | The Real Thing                        | 8:13     |  |
| 2.      | «From Out of Nowhere» | The Real Thing                        | 3:22     |  |
| 3.      | «Epic»                | The Real Thing                        | 4:54     |  |
| 4.      | «We Care a Lot»       | Introduce Yourself                    | 4:04     |  |
| 5.      | «R'n'R»               | Introduce Yourself                    | 3:14     |  |
| 6.      | «Kindergarten»        | Angel Dust                            | 4:30     |  |
| 7.      | «Caffeine»            | Angel Dust                            | 4:29     |  |
| 8.      | «Land of Sunshine»    | Angel Dust                            | 3:44     |  |
| 9.      | «Be Aggressive»       | Angel Dust                            | 3:43     |  |
| 10.     | «Midlife Crisis»      | Angel Dust                            | 4:22     |  |
| 11.     | «A Small Victory»     | Angel Dust                            | 4:56     |  |
| 12.     | «Everything's Ruined» | Angel Dust                            | 4:35     |  |
| 13.     | «Evidence»            | King for a Day... Fool for a Lifetime | 4:55     |  |
| 14.     | «Digging the Grave»   | King for a Day... Fool for a Lifetime | 3:06     |  |
| 15.     | «Ricochet»            | King for a Day... Fool for a Lifetime | 4:31     |  |
| 16.     | «Ashes to Ashes»      | Album of the Year                     | 3:38     |  |
| 17.     | «Stripsearch»         | Album of the Year                     | 4:31     |  |
| 18.     | «Easy»                | Angel Dust                            | 3:08     |  |

| Disco 2 |                               |          |  |
| N.º     | Título                        | Duración |  |
| 1.      | «Absolute Zero»               | 4:07     |  |
| 2.      | «The Big Kahuna»              | 3:05     |  |
| 3.      | «Light Up and Let Go»         | 2:20     |  |
| 4.      | «I Won't Forget You»          | 4:10     |  |
| 5.      | «The World Is Yours»          | 5:53     |  |
| 6.      | «Hippie Jam Song»             | 4:58     |  |
| 7.      | «Sweet Emotion»               | 4:53     |  |
| 8.      | «New Improved Song»           | 3:51     |  |
| 9.      | «Das Schutzenfest»            | 2:58     |  |
| 10.     | «This Guy's in Love with You» | 4:22     |  |